# トーマス・ヒルシュホルン
トーマス・ヒルシュホルン（Thomas Hirschhorn、1957年5月16日 - ベルン）は、フランス・パリを中心に活動するスイス出身のインスタレーション作家である。

## 略歴
スイスのベルンで生まれ、ダヴォスで育つ。チューリッヒ造形芸術大学（Hochschule für Gestaltung und Kunst Zürich）で学ぶ。1990年代の中ごろから、数々のインスタレーション作品で国際的に知られるようになる。

## 作品
自身の作品を「政治的な芸術」（politische Kunst）と呼び、戦争・貧困・民族などのテーマを中心に社会批判的な作品を発表している。主に中古の日用品などの身近で安価な材料を使って作品を制作することでも知られる（時には廃棄物を使用することもある）。自身が敬愛する思想家・作家へのオマージュとして製作された「道端の祭壇」（Strassenaltar）シリーズも有名。
1997年の第3回ミュンスター彫刻プロジェクトに「厄介な構成」（Prekäre Konstruktion）を出展。
2002年の第11回ドクメンタ（documenta 11）に、フランスの思想家ジョルジュ・バタイユをモチーフにした「バタイユ・モニュメント」（Bataille Monument）で参加している。